# Иоанн V (патриарх Константинопольский)
Патри́арх Иоа́нн V (греч. Πατριάρχης Ιωάννης Ε΄) — патриарх Константинопольский (669—674). Занимал патриарший престол в правление императора Константина IV.

## Биография
До избрания на престол был пресвитером, занимал посты скевофилакса и эконома патриаршего ведомства Святой Софии (вероятно, в разное время).
25 ноября 669 года Иоанн был возведен на патриарший престол.
На VI Вселенском Соборе в 681 году Иоанн V был признан православным, его имя внесено в церковные диптихи.